# Soyedina nevadensis
Soyedina nevadensis är en bäcksländeart som först beskrevs av Peter Walter Claassen 1923.  Soyedina nevadensis ingår i släktet Soyedina och familjen kryssbäcksländor. Inga underarter finns listade i Catalogue of Life.